# Matyldzin (Mazovie)
Pour les articles homonymes, voir Matyldzin.
Matyldzin (prononciation : [maˈtɨld͡ʑin]) est un village polonais de la gmina de Stromiec dans le powiat de Białobrzegi de la voïvodie de Mazovie dans le centre-est de la Pologne.

## Histoire
De 1975 à 1998, le village appartenait administrativement à la voïvodie de Radom.